# Boj o moc
Boj o moc (v anglickém originále Succession) je americký satirický televizní seriál z produkce HBO, žánrově se pohybující na pomezí černé komedie a dramatu; tématem jsou vztahy uvnitř rodiny Royových, vlastníků obrovského mediálního a zábavního konglomerátu Waystar RoyCo, kteří bojují o následnictví na čele společnosti poté, co se u otce a zakladatele rodinného impéria objeví zdravotní potíže. Hlavní role ztvárnili Brian Cox (otec), Jeremy Strong, Kieran Culkin, Sarah Snooková, Alan Ruck (děti), Matthew Macfadyen a Nicholas Braun (další členové rodiny).
Každá řada seriálu měla 10 dílů (s výjimkou 9dílné 3. řady), přičemž jednotlivé epizody měly vždycky premiéru postupně, s týdenním odstupem. První díl celého seriálu měl premiéru 3. června 2018, druhá řada pak v srpnu 2019, třetí řada v říjnu 2021 a čtvrtá, poslední řada, v březnu 2023. K seriálu byl vytvořen také český dabing.
Seriál sklidil řadu kladných ohlasů, podle některých recenzí se dokonce jedná o jeden z nejlepších seriálů své doby; získal řadu cen a nominací, včetně tří Zlatých glóbů za nejlepší dramatický seriál (2019, 2021, 2023) a dvou cen Emmy za nejlepší dramatický seriál (2020, 2022). Brian Cox (2019). Jeremy Strong (2021) a Kieran Culkin (2023) získali Zlaté glóby za nejlepší mužský herecký výkon v dramatickém seriálu a Sarah Snooková v roce 2021 získala Zlatý glóbus za nejlepší ženský herecký výkon ve vedlejší roli v seriálu, minisérii nebo TV filmu a v roce 2023 získala Zlatý glóbus za nejlepší ženský herecký výkon v dramatickém seriálu.

## Obsazení

### Hlavní role
| Brian Cox           | Logan Roy             |
| Jeremy Strong       | Kendall Roy           |
| Kieran Culkin       | Roman Roy             |
| Sarah Snooková      | Siobhan „Shiv“ Royová |
| Alan Ruck           | Connor Roy            |
| Parker Sawyers      | Alessandro Daniels    |
| Matthew Macfadyen   | Tom Wambsgans         |
| Nicholas Braun      | Greg Hirsch           |
| Hiam Abbassová      | Marcia Royová         |
| J. Smith-Cameron    | Gerri Kellmanová      |
| Peter Friedman      | Frank Vernon          |
| David Rasche        | Karl Muller           |
| Fisher Stevens      | Hugo Baker            |
| Justine Lupeová     | Willa Ferreyrová      |
| Natalie Goldová     | Rava Royová           |
| Rob Yang            | Lawrence Yee          |
| Dagmara Domińczyk   | Karolina Novotney     |
| Arian Moayed        | Stewy Hosseini        |
| Alexander Skarsgård | Lukas Matsson         |

### Vedlejší role
| Cherry Jones          | Nan Pierceová    |
| Judy Reyesová         | Eva              |
| Larry Pine            | Sandy Furness    |
| Ashley Zukerman       | Nate Sofrelli    |
| James Cromwell        | Ewan Roy         |
| Eric Bogosian         | Gil Eavis        |
| Caitlin FitzGeraldová | Tabitha Hayesová |
| Adrien Brody          | Josh Aaronson    |